# Masonville (Iowa)
Masonville es una ciudad ubicada en el condado de Delaware en el estado estadounidense de Iowa. En el Censo de 2010 tenía una población de 127 habitantes y una densidad poblacional de 147,7 personas por km².

## Geografía
Masonville se encuentra ubicada en las coordenadas 42°28′48″N 91°35′29″O / 42.48000, -91.59139. Según la Oficina del Censo de los Estados Unidos, Masonville tiene una superficie total de 0.86 km², de la cual 0.86 km² corresponden a tierra firme y (0%) 0 km² es agua.

## Demografía
Según el censo de 2010, había 127 personas residiendo en Masonville. La densidad de población era de 147,7 hab./km². De los 127 habitantes, Masonville estaba compuesto por el 96.85% blancos, el 0% eran afroamericanos, el 0% eran amerindios, el 0% eran asiáticos, el 0% eran isleños del Pacífico, el 0% eran de otras razas y el 3.15% pertenecían a dos o más razas. Del total de la población el 0.79% eran hispanos o latinos de cualquier raza.